# Коммунистический союз молодёжи Китая
Коммунистический союз молодёжи Китая (кит. упр. 中国共产主义青年团, пиньинь Zhōngguó Gòngchǎnzhǔyì Qīngniántuán, палл. Чжун-го Гун-чань-чжу-и Цин-нянь-туань; аббревиатура: кит. упр. 共青团, пиньинь Gòngqīngtuán, палл. Гун-цин-туань) — молодёжная организация в КНР.

## История
Основан Юй Сюсуном в мае 1920 года (раньше чем КПК) как Социалистический союз молодёжи Китая. В марте 1921 года Юй Сюсун поехал в Москву на II Конгресс Коммунистического Интернационала молодёжи уже как лидер китайского союза молодёжи.
В 1949 г. переименован в Новодемократический союз молодёжи Китая.
В 1957 г. получил современное название Коммунистический союз молодёжи Китая. Структурный образ организации взят за основу ВЛКСМ СССР. В период культурной революции комсомол был оттеснён на второй план новой массовой организацией молодёжи — хунвэйбинами, а лидер союза Ху Яобан был репрессирован. В 1970-е годы, после роспуска организации хунвэйбинов, деятельность КСМК возобновилась и его ведущая роль была восстановлена. В 1985 году на базе центральной школы КСМК был организован Китайский молодёжный университет политических наук. Президентом университета всегда является первый секретарь комсомола.

## Организация
Молодёжная организация Коммунистической партии Китая. В организацию входит молодёжь в возрасте от 14 до 28 лет. КСМК официально считается «школой, где широкие массы юношей и девушек изучают коммунизм на практике; это помощник партии и её резерв». Комсомол руководит работой детской Пионерской организации Китая.

## Гимн
Гимн КСМК «Славься, Коммунистический союз молодёжи Китая!» (кит. 光荣啊！中国共青团) или просто «Песня КСМК» был утверждён в 1987 году.
| Оригинальный текст | Русский перевод |
| --- | --- |
| 我们是五月的花海， 用青春拥抱时代; 我们是初升的太阳， 用生命点燃未来。 五四的火炬， 唤起了民族的觉醒。 壮丽的事业， 激励着我们继往开来。 光荣啊，中国共青团， 光荣啊，中国共青团。 母亲用共产主义为我们命名， 我们开创新的世界 | Мы — майские цветы, Которые вступают в юность; Мы — восходящее Солнце, Которое зажигает своей жизнью будущее. Факел Движения 4 мая Вызвал пробуждение нации. Великолепная карьера Вдохновляет нас на то, чтобы двигаться в будущее. Славься, Коммунистический союз молодёжи Китая! Мать назвала нас в честь коммунизма. Мы создаём новый мир. |

## Руководители комсомола
- Юй Сюсун (1920—1922)
- Лю Жэньцзин (1923—1925)
- Чжан Тайлэй (1925—1927)
- Жэнь Биши (1927—1928)
- Гуань Сянъин (1928—1946)
- Фэнь Вэньбинь (1949—1953)
- Ху Яобан (1953—1966)
- Ван Чжаого (1982—1984)
- Ху Цзиньтао (1984—1985)
- Сун Дэфу (1985—1993)
- Ли Кэцян (1993—1998)
- Чжоу Цян (1998—2006)
- Ху Чуньхуа (2006—2008)
- Лу Хао (2008—2013)
- Цинь Ичжи (2013—2017)
- Хе Цзиньке[англ.] (2018—2023)
- А Донг[англ.] (с 2023)